# Ciberterrorisme
El ciberterrorisme o terrorisme electrònic és l'ús d'Internet per dur a terme actes violents que resultin o amenacen amb la pèrdua de vides o danys corporals significatius, per tal d'aconseguir guanys polítics o ideològics mitjançant amenaces o intimidacions. Els actes d'interrupció deliberada i a gran escala de les xarxes informàtiques, especialment dels ordinadors personals connectats a Internet mitjançant eines com ara virus informàtics, cucs informàtics, phishing, programari maliciós, mètodes de maquinari, scripts de programació poden ser formes de terrorisme a Internet. Alguns autors opten per una definició molt limitada, relacionada amb el desplegament per part d'organitzacions terroristes conegudes d'atacs per interrupció contra sistemes d'informació amb el propòsit principal de crear alarma, pànic o interrupció física. Altres autors prefereixen una definició més àmplia, que inclou el delicte informàtic. Participar en un atac informàtic afecta la percepció de l'amenaça terrorista, encara que no es faci amb un enfocament violent. Segons algunes definicions, pot ser difícil distingir quines instàncies d'activitats en línia són ciberterrorisme o ciberdelinqüència.
El ciberterrorisme també es pot definir com l'ús intencionat d'ordinadors, xarxes i internet públic per causar destrucció i dany per a objectius personals. Els ciberterroristes experimentats, que són molt hàbils en termes de pirateria, poden causar danys massius als sistemes governamentals i poden abandonar un país per por de nous atacs. Els objectius d'aquests terroristes poden ser polítics o ideològics, ja que això es pot considerar una forma de terror.
Hi ha molta preocupació de fonts governamentals i dels mitjans de comunicació pel possible dany que podria causar el ciberterrorisme, i això ha provocat esforços d'agències governamentals com l'Federal Bureau of Investigation(FBI) i la Central Intelligence Agency (CIA) per posar fi a la ciberatacs i ciberterrorisme.
Hi ha hagut diversos casos importants i menors de ciberterrorisme. Al-Qaida va utilitzar Internet per comunicar-se amb els seguidors i fins i tot per reclutar nous membres. Estònia, un país bàltic que està en constant evolució en termes tecnològics, es va convertir en un camp de batalla per al ciberterrorisme l'abril de 2007 després de les disputes sobre el trasllat d'una estàtua soviètica de la Segona Guerra Mundial situada a la capital d'Estònia, Tallinn.